# دیوندیوش‌فالو
دیوندیوش‌فالو (به مجاری:  Gyöngyösfalu) یک شهرداری در مجارستان است که در ناحیه کوسگ واقع شده‌است. دیوندیوش‌فالو ۹٫۶۶ کیلومتر مربع مساحت و ۱٬۱۳۲ نفر جمعیت دارد.